# Sálim Ali
Sálim Moizuddin Abdul Ali (12 de noviembre de 1896 - 20 de junio de 1987) fue un ornitólogo y naturalista indio. Conocido como el hombre pájaro de la India, Sálim Ali fue uno de los primeros indios en realizar estudios sistemáticos de aves en toda la India y sus libros de aves han ayudado a desarrollar la ornitología. Se convirtió en la figura clave de la Sociedad de Historia Natural de Bombay después de 1947, y utilizó su influencia personal para obtener el apoyo del gobierno a la organización, crear la reserva de aves de Bharatpur (Parque nacional de Keoladeo) y evitar la destrucción de lo que hoy es el parque nacional de Silent Valley. Fue galardonado con el segundo más alto honor civil de la India, el Padma Vibhushan en 1976.